# Silésie de Cieszyn

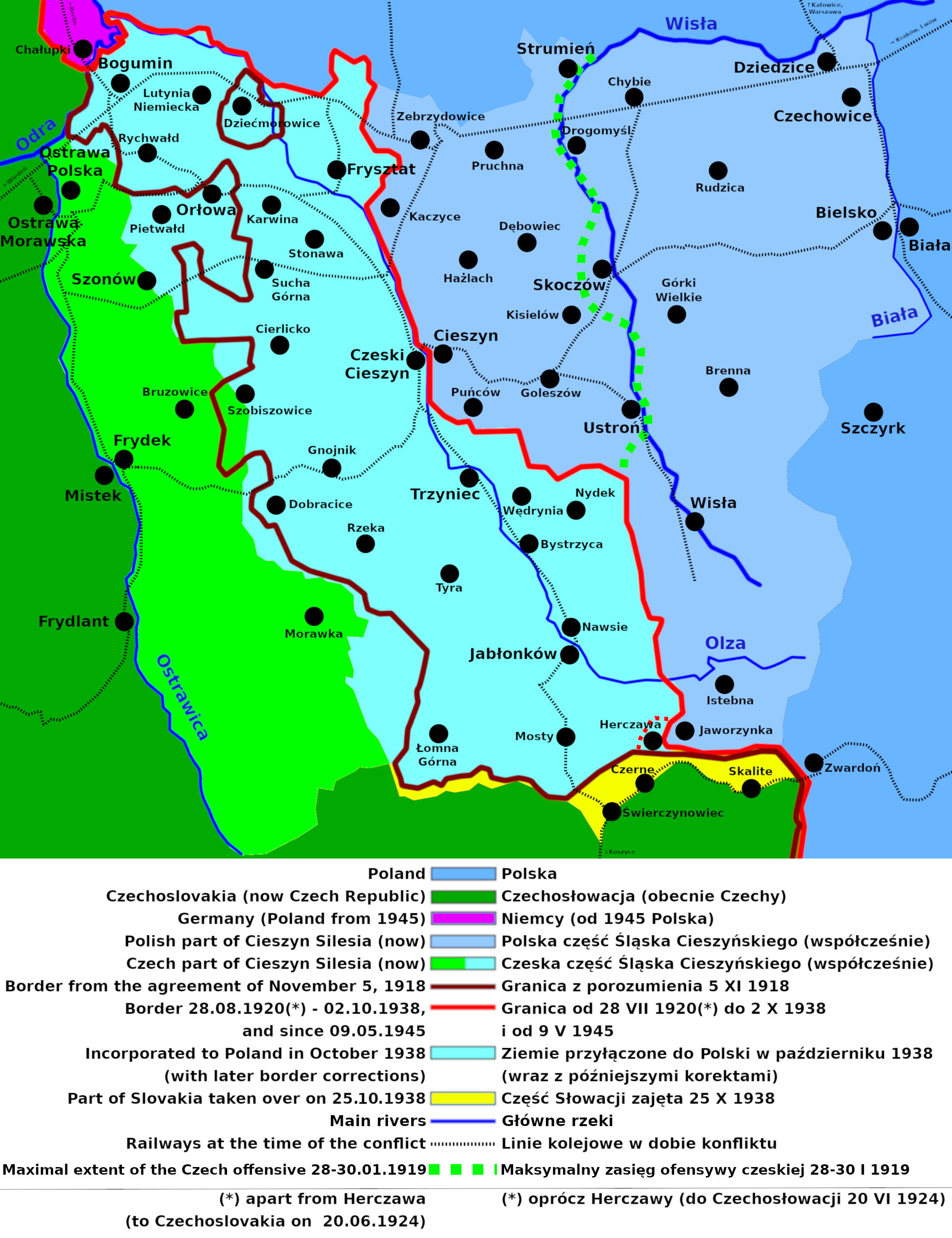
Carte de la Silésie de Cieszyn et de ses frontières historiques entre la Pologne et la République tchèque de 1918 à 1945.

La Silésie de Cieszyn ou Silésie de Těšín ou Silésie de Teschen (en polonais : Śląsk Cieszyński , en tchèque : Těšínské Slezsko  ou Těšínsko , en allemand : Teschener Schlesien  ou Olsagebiet), est une région historique du sud-est de la Silésie, centrée sur les villes de Cieszyn et de Český Těšín et traversée par la rivière Olza. Depuis 1920, elle est divisée entre la Pologne et la Tchécoslovaquie, puis la République tchèque. La région compte environ 810 000 habitants et couvre une superficie d’environ 2 280 km2, dont 1 002 km2 (44 %) se trouvent en Pologne, et 1 280 km2 (56 %) en République tchèque. 
Les limites historiques de la région sont approximativement les mêmes que celles de l'ancien duché indépendant de Teschen / Cieszyn. Actuellement, plus de la moitié de la Silésie de Cieszyn forme l’une des eurorégions : l’Eurorégion de Silésie de Cieszyn, le reste appartenant à l’Eurorégion des Beskides,. 

## Division administrative
Sur le plan administratif, la partie polonaise de la Silésie de Cieszyn se situe dans la voïvodie de Silésie et comprend le powiat de Cieszyn, la partie occidentale du powiat de Bielsko-Biała et la partie occidentale de la ville de Bielsko-Biała. 
La partie tchèque se situe dans la région de Moravie-Silésie et comprend le district de Karviná, la partie orientale du district de Frýdek-Místek et les parties orientales du district d'Ostrava-Ville et de la ville d'Ostrava elle-même. 

## Histoire

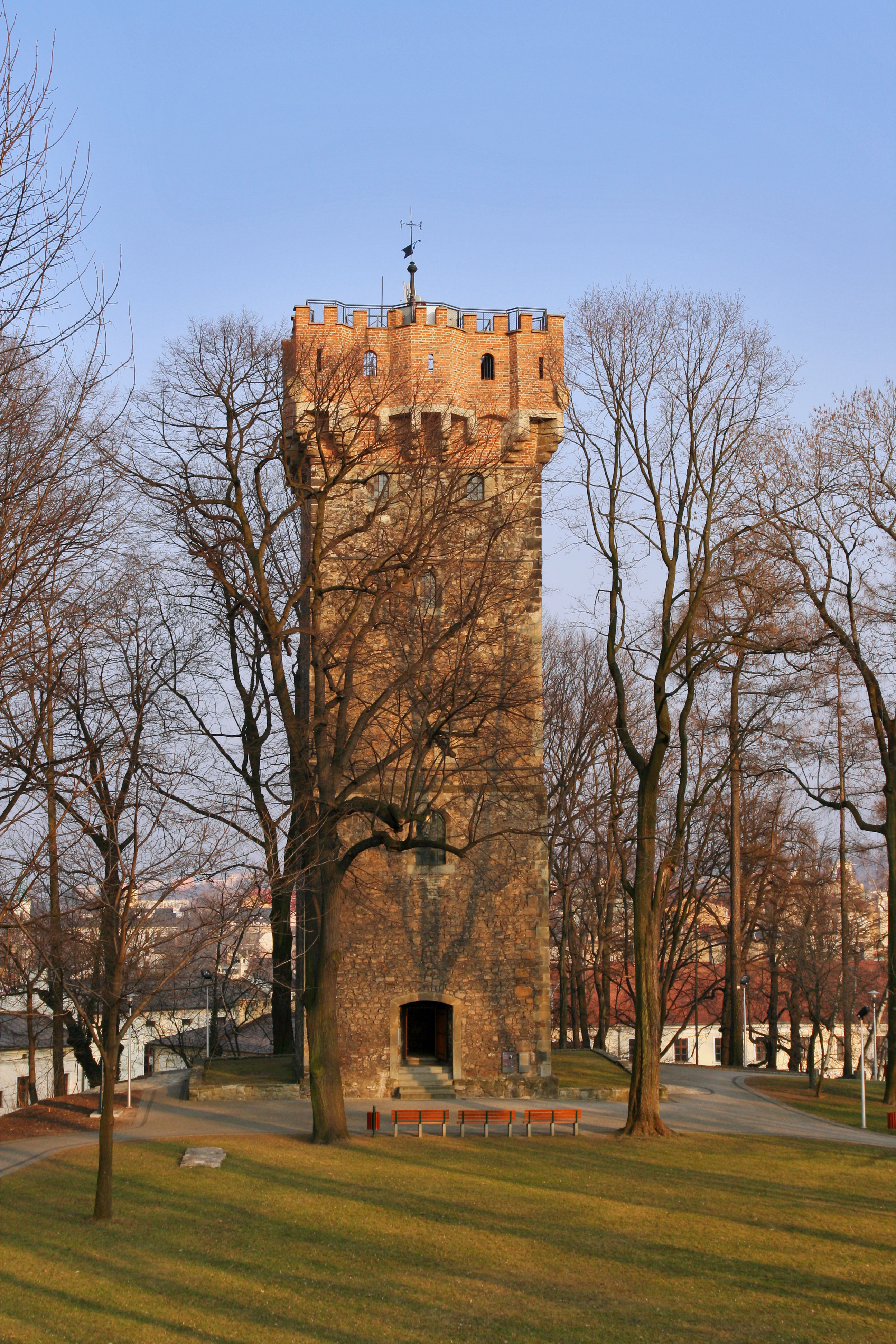
Tour Piast à Cieszyn.

Pour en savoir plus sur l'histoire avant la division de 1920, voir Duché de Teschen.
Pour en savoir plus sur la partie orientale de la partie tchèque de la Silésie de Cieszyn, voir Zaolzie.
Voir également les conflits frontaliers entre Pologne et Tchécoslovaquie. 
La Silésie de Cieszyn couvre la région de l’ancien Duché de Teschen, qui existait de 1290 à 1918. Avant 1290, la région constituait une châtellenie qui, avec la Châtellenie de Ratibor, forma le duché de Ratibor en 1172. À partir de 1202, la région faisait partie du duché unifié d’Opole et de Ratibor. De 1290 à 1653, le duché de Teschen était dirigé par la branche locale de la dynastie des Piast. En 1327, le duc de Cieszyn, Casimir Ier, rendit hommage au roi de Bohème, Jean de Bohême, et le duché devint un fief autonome du royaume de Bohême. Il intégra plus tard la couronne de Bohême. Le règne des Piast se poursuivit jusqu'en 1653 et la mort de la dernière descendante des Piast, Elizabeth Lucrèce, duchesse de Cieszyn, à la suite de quoi le territoire passa aux mains des rois de Bohême appartenant dès lors à la dynastie des Habsbourg. À partir de 1722, les ducs de Teschen étaient issus de la dynastie des ducs de Lorraine, de 1767 à 1822 de la dynastie Wettin et de 1822 à 1918, de la dynastie Habsbourg-Lorraine. 
C'est pendant le règne des Habsbourg que la Silésie de Cieszyn s'est construite en tant qu’entité historique, géopolitique, socioculturelle et économique uniforme. Elle se distingue du reste de la Silésie par le fait qu'après la première guerre de Silésie entre l'empire d'Autriche et la Prusse, la région faisait toujours partie de l'Autriche, tandis que la majeure partie de la Silésie intégrait la Prusse. 
Après la fin de la Première Guerre mondiale, les deux États indépendants nouvellement créés de Pologne et de Tchécoslovaquie ont revendiqué la région. La Tchécoslovaquie revendiquait la région sur des bases historiques et ethniques, mais surtout sur des bases économiques et stratégiques. La Silésie de Cieszyn était importante pour les Tchèques, car une ligne de chemin de fer cruciale reliant la Silésie tchèque à la Slovaquie la traversait (la voie ferrée Košice-Bohumín, qui était l’un des deux seuls chemins de fer reliant les provinces tchèques à la Slovaquie à cette époque). La région occidentale de Silésie de Cieszyn regorge également de charbon. On y trouve de nombreuses mines de charbon, installations et usines de métallurgie importantes. La partie polonaise fondait sa revendication de la région sur des critères ethniques : une majorité de la population de la région était polonaise selon le dernier recensement autrichien (1910). 
Deux conseils locaux autonomes, polonais et tchèque, furent créés. Initialement, les deux conseils nationaux revendiquèrent tous deux la totalité de la Silésie de Cieszyn, la polonaise Rada Narodowa Księstwa Cieszyńskiego, dans sa déclaration "Ludu śląski!" du 30 octobre 1918 et la tchèque Národní výbor pro Slezsko dans sa déclaration du 1er novembre 1918. Le 31 octobre 1918, après la fin de la Première Guerre mondiale et la dissolution de l'Autriche-Hongrie, la plus grande partie de la région fut envahie par les autorités polonaises locales. L'accord intérimaire de courte durée conclu le 2 novembre 1918 reflétait l'incapacité des deux conseils nationaux à parvenir à une démarcation des frontières définitive. Le 5 novembre 1918, le territoire fut divisé entre la Pologne et la Tchécoslovaquie par un autre accord intérimaire. En 1919, les conseils furent absorbés par les gouvernements centraux indépendants nouvellement créés à Prague et Varsovie. 
Le premier, non satisfait de la situation, envahit la région le 23 janvier 1919,, tandis que les deux parties étaient engagées dans des conflits beaucoup plus vastes ailleurs : la Pologne dans sa guerre contre la République nationale de l'Ukraine occidentale et la Tchécoslovaquie aux côtés de la République soviétique hongroise pour le territoire de l'actuelle Slovaquie. Le déclencheur de l’invasion tchèque de 1919 fut l’organisation par la Pologne des élections à la Diète de Pologne dans la zone en litige. Les élections devaient se dérouler dans toute la Silésie de Cieszyn. Les Tchèques déclarèrent que les scrutins ne devaient pas se dérouler dans la région, car la délimitation n’était que provisoire et aucun pouvoir souverain ne devait y être exercé par les parties. La demande tchèque fut rejetée par les Polonais et, à la suite de ce rejet, les Tchèques décidèrent de résoudre le problème par la force. Les unités tchèques dirigées par le colonel Josef Šnejdárek et les unités polonaises commandées par le général Franciszek Latinik s'affrontèrent après la courte avancée tchèque près de Skoczów, où une bataille eut lieu les 28 et 30 janvier. Le résultat fut peu concluant. En effet, avant que les forces tchèques en renfort ne puissent reprendre l’attaque de la ville, l'Entente les sommèrent d’arrêter les opérations et un cessez-le-feu fut signé le 3 février. 
Dans ce climat de tension, l'organisation d'un plébiscite fut décidée pour demander à la population son avis quant à l'appartenance de la région. Des commissaires au référendum arrivèrent fin janvier 1920 et, après avoir analysé la situation, déclarèrent l'état d'urgence sur le territoire le 19 mai 1920. La situation sur le territoire resta très tendue. Des intimidations des deux côtés, des actes terroristes, des passages à tabac et même des meurtres frappèrent la région. Un plébiscite ne pouvait avoir lieu dans un tel climat. Le 10 juillet, les deux parties renoncèrent à la tenue d'un référendum et confièrent cette décision à la Conférence des ambassadeurs. Finalement, la Tchécoslovaquie reprit 58,1 % de la superficie de la Silésie de Cieszyn, ainsi que 67,9 % de la population, par décision de la Conférence de Spa. Cette décision divisa une région historiquement unifiée, laissant une minorité polonaise assez considérable en Tchécoslovaquie et, de fait, créa Zaolzie, la partie orientale de la partie tchèque de Cieszyn Silésie. Zaolzie signifie littéralement "la terre au-delà de la rivière Olza " (depuis la Pologne). La division de 1920 eut un impact immédiat sur la vie des habitants de la région. De nombreuses familles furent divisées par la nouvelle frontière. Plusieurs municipalités furent partagées entre les deux États : Cieszyn (pl) / Český Těšín (cs), Leszna Górna (pl) / Horní Líštná (cs) et Marklowice Górne (pl) / Dolní Marklovice (cs), pour n'en nommer que quelques-unes. 
Le 1er octobre 1938, Zaolzie fut annexée par la Pologne à la suite de la conférence de Munich. Le 1er septembre 1939, Zaolzie fut annexée par l'Allemagne nazie après son invasion de la Pologne. Pendant la Seconde Guerre mondiale, la Silésie de Cieszyn faisait partie de l’Allemagne nazie. Ses frontières redevinrent celles de 1920 immédiatement après la Seconde Guerre mondiale. La Pologne signa un traité avec la Tchécoslovaquie à Varsovie le 13 juin 1958, confirmant la frontière telle qu’elle existait le 1er janvier 1938. La partie tchèque de la Silésie de Cieszyn continua à faire partie de la Tchécoslovaquie jusqu'à la dissolution de celle-ci en 1993 et, depuis lors, fait partie de la République tchèque. 

## Géographie

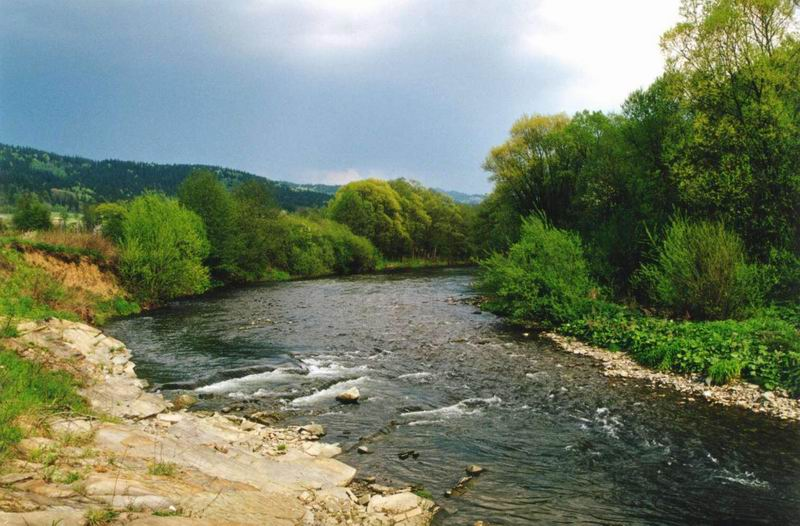
La rivière Olza à Hrádek / Gródek.

La région est séparée du reste de la Silésie (et de la Haute-Silésie en particulier) par la Vistule (la partie commençant à Strumień) et de la région de la Petite-Pologne par la rivière Biała et la montagne Barania Góra, le plus haut sommet de la partie polonaise de la région culminant à 1220 mètres.  Le plus haut sommet de la région est Lysá hora, 1324 mètres, dans la partie tchèque. La région partage également une frontière avec la Slovaquie, le long de la chaîne de montagnes Polom et du col de Jablunkov à Mosty u Jablunkova, et avec la Moravie tchèque le long des rivières Ostravice et Oder. Géographiquement, la région de Cieszyn Silésie se subdivise entre :
- les Collines de Silésie (Pogórze Śląskie)
- Les Beskides de Silésie (Beskid Śląski, Slezské Beskydy), excepté la région de Szczyrk
- Les Beskides de Moravie-Silésie (partie orientale, Moravskoslezské Beskydy, Beskid Morawsko-Śląski)
- La Porte de Moravie (partie nord, Moravská brána)
- La Vallée d'Oświęcim (partie occidentale, Kotlina oświęcimska)

Les principales villes de la région comprennent Cieszyn et Bielsko (partie occidentale de Bielsko-Biała), ainsi que Czechowice-Dziedzice, Skoczów, Strumień, Ustroń et Wisła. La partie tchèque de la région comprend la partie orientale d'Ostrava (appelée Slezská Ostrava), Karviná (et auparavant Fryštát, aujourd'hui un district de Karviná), Frýdek (la partie orientale de Frýdek-Místek), Bohumín, Český Těšín, Havířov, Jablunkov et Třinec.
Historiquement, le duché de Teschen, et de fait la Silésie de Cieszyn, faisaient partie de la Haute-Silésie. Après les guerres silésiennes du XVIIIe siècle, la région fut séparée du reste de la Silésie, ce qui permit le développement d'une identité particulière, à tel point que certains auteurs contemporains affirment que la Silésie de Cieszyn et la Haute-Silésie sont des régions distinctes.

## Culture, langue et religion

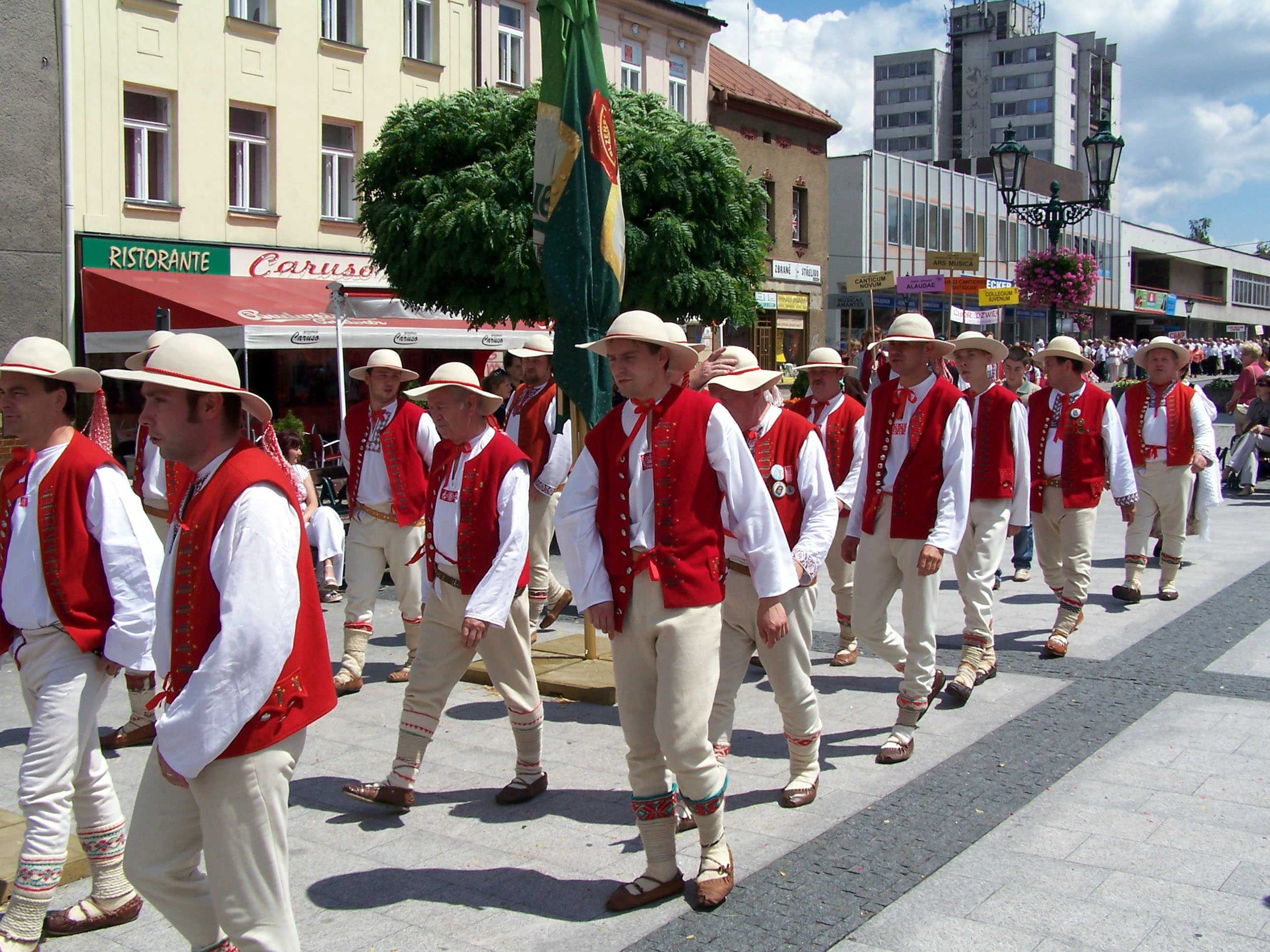
Chœur d'hommes gorales de Jablunkov / Jabłonków.

La Silésie de Cieszyn, se consolida au XIXe siècle et constitua la partie orientale discrète de la Silésie autrichienne, province de l'Autriche-Hongrie. Ces caractéristiques contribuèrent à former une identité locale distincte fondée sur un pluralisme linguistique, religieux et ethnique ; et sur des différences avec les autres parties de la Silésie[réf. nécessaire].
La région était habitée par plusieurs groupes ethniques différents. Les plus nombreux étaient les Polonais, les Tchèques (principalement dans la partie occidentale de la région), les Allemands et les Juifs. La partie nord, fortement industrialisée et urbanisée, est plus densément peuplée que la partie sud, plus montagneuse. La densité de population de la Silésie de Cieszyn est d’environ 360 hab./km². La partie sud et montagneuse de la région constitue le foyer des Górali (littéralement les montagnards), le peuple autochtone de la région. Leur culture distincte a influencé les cultures de toute la région.
La Silésie de Cieszyn est connue pour son pluralisme religieux. Les religions les plus répandues sont le catholicisme romain et le luthéranisme. La région se distingue en grande partie par son protestantisme, influant dans toute la région. Parmi les municipalités à majorité protestante figurent celles situées à proximité de Dzięgielów et de Wisła, la seule ville de Pologne à majorité protestante. L'influence protestante se reflète dans le dicton régional "Dzierży sie twardo jak lutersko wiara kole Cieszyna" (Reste fort comme la foi luthérienne autour de Cieszyn). Plusieurs villes, par exemple Cieszyn et Fryštát, avaient autrefois une communauté juive plus importante, mais les Juifs locaux ont été presque complètement effacés par les nazis au cours de la Seconde Guerre mondiale. Aujourd'hui, de nombreuses autres confessions religieuses, principalement chrétiennes, sont présentes, notamment les témoins de Jéhovah, les adventistes du septième jour et les pentecôtistes, dont les mouvements en Pologne trouvent leur origine justement en Silésie de Cieszyn.
La Silésie de Cieszyn se distingue également par son dialecte : le dialecte silésien de Cieszyn. Celui-ci diffère du dialecte silésien parlé en Haute-Silésie. C'est un dialecte distinct avec des influences principalement polonaises, bien que des influences tchèques et allemandes soient également fortes. Les habitants de la Silésie de Cieszyn ressentent une identité régionale forte (silésienne), les habitants diront qu'ils sont stela (d'ici) [réf. nécessaire], mais la grande majorité se déclare être de nationalité polonaise ou tchèque selon leurs recensements nationaux respectifs. Cette situation diffère quelque peu de la situation en Haute-Silésie où de fortes tendances autonomistes subsistent.
Cependant, les habitants de la région se remémorent l’époque des Habsbourg avec affection. Les règnes de Marie-Thérèse et de Franz Josef sont considérés avec nostalgie comme des périodes de justice, de développement, d'ordre et de paix. Cela tient en partie à une attitude libérale et pluraliste à l’égard des groupes nationaux et ethniques, libérale par rapport aux autres empires de cette époque, notamment la Prusse et l’Empire russe. Encore en 2006, il était possible de trouver des portraits de dirigeants Habsbourg sur le mur de la salle de réunion du conseil local de Cieszyn.
Le costume folklorique le plus répandu dans la région était autrefois le costume folklorique de Cieszyn que l'on associe aux Vlachs de Cieszyn (un groupe ethnique polonais de Silésie).

### Autres langues
- Szymon Broda, Kalendarz Śląski 2007, Czeski Cieszyn, ZG PZKO, 2006 (ISBN 80-239-8132-3), « Cieszyniacy - Kim byli i kim są? »
- Edward Długajczyk, Tajny front na granicy cieszyńskiej. Wywiad i dywersja w latach 1919-1939, Katowice, Śląsk, 1993, 284 p. (ISBN 83-85831-03-7)
- Marie Gawrecká, Československé Slezsko mezi světovými válkami 1918-1938, Opava, Silesian University in Ostrava, 2004, 195 p. (ISBN 80-7248-233-5)
- Kazimierz Popiołek, Śląskie dzieje, Warszawa, Państwowe Wydawnictwo Naukowe, 1976 (OCLC 3646747)
- Rudolf Žáček, Dějiny Slezska v datech, Prague, Libri, 2004, 546 p. (ISBN 80-7277-172-8)
- Stanisław Zahradnik et Marek Ryczkowski, Korzenie Zaolzia, Warszawa - Praga - Trzyniec, PAI-press, 1992 (OCLC 177389723)
- Preclík, Vratislav. Masaryk a legie (Masaryk and legions), váz. kniha, 219 pages, first issue vydalo nakladatelství Paris Karviná, Žižkova 2379 (734 01 Karvina, Czech Republic) ve spolupráci s Masarykovým demokratickým hnutím (Masaryk Democratic Movement, Prague), 2019,  (ISBN 978-80-87173-47-3), pages 6 - 39, 41 - 42, 106 - 107, 111-112, 124–125, 128, 129, 132, 140–148, 184–199.